# Meonware
Les Meonware sont une tribu anglo-saxonne d'origine jute installée dans la vallée du Meon, dans le sud-est du Hampshire. Leur nom signifie « les habitants du Meon ».
Dans son Histoire ecclésiastique du peuple anglais, Bède le Vénérable rapporte que vers 661, le roi des Saxons du Sud Æthelwealh se convertit au christianisme, avec le roi Wulfhere de Mercie comme parrain. À cette occasion, Wulfhere offre à son filleul l'île de Wight et la province des Meonware. L'autorité acquise par les Merciens sur les Saxons du Sud accentue la pression sur les Saxons de l'Ouest, qui se retrouvent ainsi menacés sur deux côtés, au nord et à l'est. L'île de Wight et le territoire des Meonware sont conquis par Cædwalla dans les années 680, après la mort de Wulfhere, et définitivement rattachées au Wessex par la suite.